# Good Glacier
Good Glacier är en glaciär i Antarktis. Den ligger i Östantarktis. Nya Zeeland gör anspråk på området. Good Glacier ligger 273 meter över havet.
Terrängen runt Good Glacier är varierad.  Trakten är obefolkad. Det finns inga samhällen i närheten.